# Gumprecht II. von Neuenahr

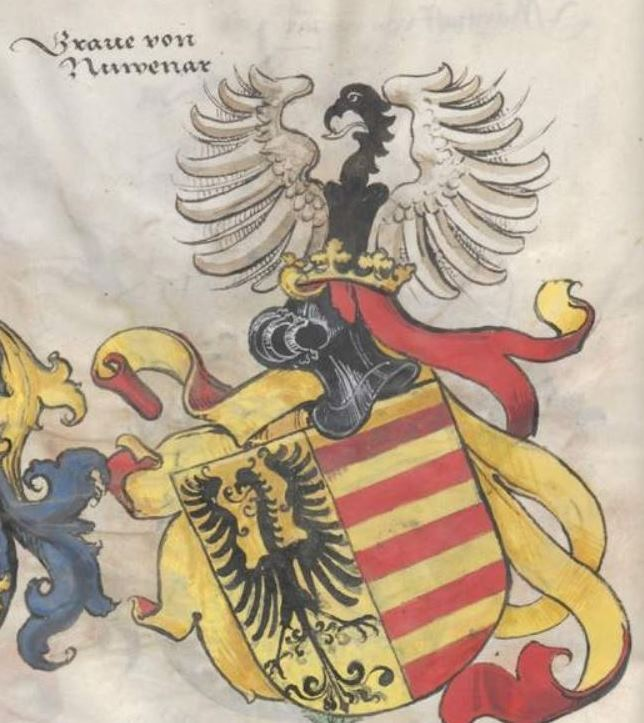
Conrad Grünenberg, Wappen „Graue von Nuwenar“ als Kölner Erbvogt (ohne heraldischen Bezug auf die Grafschaft Limburg), um 1480/85

Gumprecht II. von Neuenahr (* um 1400; † 9. März 1484 in Köln) war ein durch Erbe Herr von Rösberg, Alpen und Garsdorf und Kölner Erbvogt, ab 1442 Graf von Neuenahr und Limburg und 1441–1443 königlicher Hofrichter Friedrichs III.

## Leben
Gumprecht kam als Sohn von Gumprecht I. von Neuenahr (* um 1370; † zwischen 1409 und 1413) und dessen Ehefrau (⚭ 1398/99) Gräfin Philippa von Loon-Heinsberg (* um 1370; † um 1410 bzw. vor 1429) aus dem Haus Sponheim zur Welt. Johann VIII. von Heinsberg, 1419 bis 1455 Bischof von Lüttich, war sein Cousin, Jakoba van Loen-Heinsberg, 1446 bis 1451 Äbtissin des Reichsstiftes Thorn, seine Cousine.

### Vormundschaft von JohannII. von Loen und GumprechtII. von Alpen
Nach dem Tod seines Vaters Gumprechts I. von Neuenahr erbte Gumprecht II. die Herrschaft Rösberg sowie Schloss und Amt Hardt.
Bereits 1413 übertrug der Kölner Erbvogt Gumprecht II. von Alpen († 1423) „seinem noch unmündigen Neffen Gumprecht von Neuenahr Burg, Stadt und Herrlichkeit Alpen“ mit dem Vorbehalt des lebenslangen Nießbrauchs. Der Sohn seiner Schwester Alveradis von Alpen († nach 1416), Gumprecht I. von Neuenahr, war um 1370 geboren und hatte bereits vor 1400 viele selbstständige Rechtsgeschäfte abgeschlossen, so dass die Übertragung nicht an ihn, sondern an den Großneffen Gumprecht II. von Neuenahr erfolgte. Gumprecht I. von Neuenahr war 1413 bereits verstorben. 1415 und 1415 traten für den noch unmündigen Gumprecht II. von Neuenahr seine Großmutter Alveradis von Alpen und seine „Oheime“ (Onkel und Großonkel) Johann II. von Loen († 1438), Herr zu Jülich, Heinsberg und Lewenberg, und Gumprecht II. von Alpen als Vormünder auf. „Alverait von Alpen“ verpfändete dabei ihre Güter an den Wynden (angen Weinden) zwischen Issum und Alpen als Sicherheit für zwei Darlehen über 150 und 50 Gulden, die ihr und ihrem Sohn (oder Enkel) Gumprecht von Neuenahr gewährt worden waren, an Bernd d. J. von Wevort genannt Bulver zu Ossenberg; Johann II. von Loen und Gumprecht II. von Alpen siegelten die Verschreibungen als Vormünder des Gumprecht II. von Neuenahr mit. 1416 beglich Johann II. von Loen 600 Gulden Schulden, die der Jülicher Erbmarschall Frambach II. von Birgel († um 1439), Herr zu Tomberg und Eschweiler, als Bürge für seinen (verstorbenen) Schwager Gumprecht I. von Neuenahr, Herrn zu Drimborn und zu Dollendorf, hatte zahlen müssen.

#### Eheberedung mit Isabelle von der Marck
1418 wurde für „Gumprecht von Neuenahr“ und Isabella von der Marck, Tochter „Eberhards von der Marck-Arenberg“, ein Ehevertrag geschlossen. Vermittler und Mitsiegler des Ehevertrags waren auf Seiten des Bräutigams Johann II. von Loen und Erbvogt Gumprecht II. von Alpen (ein Sohn der Elisabeth von der Mark), auf Seiten der Braut Eberhard II. von der Marck-Arenberg und Erbmarschall Frambach II. von Birgel. Isabella war vermutlich eine – sonst nicht erwähnte – Tochter von Eberhard II. von der Marck-Arenberg und (⚭ 1410) Marie de Bracquemont, dame de Sedan (1380–1415), die noch im Kindesalter stand.
Eberhards II. Schwester Isabelle (Ysabiel) de la Marck († 1452), Tochter von Eberhard I. von der Marck-Arenberg und (⚭ 1351) Maria von Loon (Looz) (* um 1336; † 1400), dame de Neufchâteau et de Lummen, war seit 1375 Kanonisse am Stift Sainte-Waudru in Mons und amtierte dort von 1390 bis 1451 als Äbtissin. Weitere Geschwister des Eberhard II. von der Marck-Arenberg waren u. a. Johann I. von der Marck-Arenberg (* 1364; † vor 1427), verheiratet mit Elisabeth von Kerpen († 1443), Margarete von der Marck-Arenberg (* um 1355/65; † 1429), von 1390 bis 1412 Pröpstin und von 1412 bis 1426 (resigniert) Fürstäbtissin des Stiftes Essen, begraben in der Kreuzbrüderkirche in Köln, und Anna von der Marck-Arenberg (* um 1355/65; † 1436), Kanonisse in Essen und seit 1426/27 (resigniert vor 1433) Äbtissin im Stift Freckenhorst.
Kinder aus dieser Verbindung sind nicht bekannt. Wahrscheinlich wurde die Verlobung aufgelöst und die Ehe nicht vollzogen, oder die Braut starb, bevor sie im heiratsfähigen Alter war bzw. vor 1425.

### Kölner Erbvogt
Der Kölner Erbvogt Gumprecht II. von Alpen († 1423) aus dem Haus Heppendorf hatte keine „legitimen“ männlichen Nachkommen. Sein „Bastardsohn“ Gomprecht von Alpen war nicht erbberechtigt. Gumprecht II. leitete noch zu Lebzeiten 1418 – unter dem Vorbehalt der lebenslänglichen Nutzung durch ihn selbst – die Übertragung der Erbvogtei sowie der Herrschaften Alpen und Garsdorf an seinen Großneffen Gumprecht II. von Neuenahr, Herrn zu Rösberg (Rodisberg) ein. Am 18. Mai 1422 übergab er die Erbvogtei und die Herrschaft Alpen endgültig an seinen Großneffen („Neffen“) und Erben Gumprecht II. (als Erbvogt Gumprecht III.) von Neuenahr. Das Abkommen wurde durch Gumprechts II. von Neuenahr Onkel Johann II. von Loen vermittelt. Ab 1422 nahm Gumprecht II. (III.) von Neuenahr zahlreiche Belehnungen als Kölner Erbvogt und Herr von Alpen vor. Zu diesem Zeitpunkt war er noch keine 25 Jahre alt und ist vermutlich für majorenn erklärt worden. Johann II. (III.) von Heppendorf († 1435), Herr von Rheydt, wurde zwar 1424 als angeblicher Erbe des Gumprecht II. von Alpen von König Sigismund von Luxemburg mit der Erbvogtei der Stadt und des Stiftes Köln als Reichslehen belehnt, konnte seinen Anspruch aber nicht gegen Gumprecht II. von Neuenahr durchsetzen.
Als Erbvogt erhielt Gumprechts II. von Neuenahr jährlich, fällig auf Remigius (1. Oktober), von der Stadt Köln eine Mannlehensrente von 25 Gulden. Ein jährliches Mannlehen von 100 Gulden erhielt Erbvogt Gumprecht II. auch vom Rentmeister des Herzogtums Geldern.

#### Eheschließung mit Margarethe von Limburg
1425 heiratete er Gräfin Margarethe von Limburg († um 1459), Herrin zu Bedburg und Hackenbroich, Tochter von Graf Wilhelm I. von Limburg-Broich und Mechthild von Reifferscheidt. Auf Seiten der Braut bürgten für den Vertrag Graf Friedrich IV. von Moers-Saarwerden, Walram von Moers, Herr zu Baer, Dietrich V. von Limburg-Broich, Eberhard von Limburg-Hardenberg († 1429), der Kurkölner Erbmarschall Wilhelm II. von Wevelinghoven, Herr zu Alfter, auf Seiten des Bräutigams Johann II. von Loen, Herr von Jülich, Heinsberg und Löwenstein, Graf Ruprecht IV. von Virneburg, die Brüder Johann III. von Loen-Heinsberg († 1443) und Graf Wilhelm I. von Loen-Blankenheim († 1438), „myne lieve neven“, sowie Johann II. von Schleiden und Neuenstein († 1445). Wilhelm I. von Limburg, Mechtild von Reifferscheid und Gumprecht II. von Neuenahr baten darüber hinaus Erzbischof Dietrich II. von Moers und Herzog Adolf VII. von Jülich-Berg, Graf von Ravensberg, um Bestätigung durch ihr Siegel. Eine Nebenabsprache über 200 Gulden Jahresrente für Gumprecht II. siegelte auch Ritter Roilmann vamme Geisbusch d. Ä. († nach 1432), Amtmann und Pfandherr von Zülpich, mit.
Nachdem der bisherige Inhaber Johannes von Wylre 1426 bei der Eroberung Zyperns durch ägyptische Mamluken getötet worden war, präsentierte „Gumpertus com. de Nuenayr“ den Kleriker Johannes von Gladbach auf die Pfarre Born und den Kleriker Johannes Engelberti von Münstereifel auf die Pfarre Kirdorf. 1428 beteiligte sich „Gumprecht von Nuwenare“ an der Seite von Jungherzog Ruprecht von Jülich-Berg († 1433) an einer Fehde gegen Herzog Arnold von Egmond-Geldern, Graf von Zutphen. 1429 quittierte er Thomas von Arsbeck (Orsbeck) zu Olbrück 1000 schwere Rheinische Gulden, die sein verstorbener Vater Gumprecht I. von Neuenahr an dessen verstorbenen Schwiegervater Dietrich von Gymnich verliehen hatte. Nach einem Aufstand der Aachener Zünfte engagierte Ritter Kuno von dem Eychhorn († 1437) als Vertreter des Patriziats der Stadt 1429 in Bonn die Grafen Johann II. von Loen, Ruprecht IV. von Virneburg und Gumpert II. von Neuenahr, Erbvogt von Köln, die den Aufstand für einen Sold von 10.000 Gulden verabredungsgemäß niederschlugen. Danach bestätigte Gumprecht II. seinem Onkel Johann II. von Loen den Empfang von 3000 Gulden aus der Mitgift seiner Mutter. 1429 warf der Reichs-Erzkämmerer Markgraf Friedrich I. von Brandenburg, der gegen verschiedene niederländische Städte die Reichsacht erwirkt hatte, dem Kölner Vogt Gumprecht II. vor, dass er Lütticher Bürger eigenmächtig aus dem Gefängnis entlassen habe.
Gumprecht II. von Neuenahr und sein Schwiegervater Graf Wilhelm I. von Limburg-Broich baten 1430 den Kölner Erzbischof Dietrich II. von Moers, das Augustinereremiten-Kloster in Bedburg zu visitieren und zu reformieren. Das Patronatsrecht für die erledigte Pfarre Fischeln (Vischel) beanspruchte „Gumpertus de Nuwenar“ gegen den Kölner Erzbischof. 1432 belehnte Gumprecht II. Heinrich von Siegenhoven zu Anstel mit dem Zehnten des zum Haus Kaster gehörenden Lehnshofes Schillingswald (Schewingswald) zu Waat bei Jüchen. 1433 nahm er Lodewich van Cassel († um 1438) als Hofmeister seines Kölner Hofmeisteramts an. Rostgin von Binsfeld, Heinrich von Druiten und Karselius III. von Palant († 1475/76) zu Wildenburg führten 1434 eine Fehde gegen Gumprecht II. von Neuenahr und plünderten das Amt Hardt.
Auf Anordnung des Kölner Erzbischofs Dietrich II. leistete Gumprecht II. von Neuenahr am 15. November 1435 förmlichen Verzicht auf die Grafschaft Neuenahr, die Herrschaft Merzenich sowie Schloss und Amt Hardt. Etwa zur gleichen Zeit wurde ihm der Titel eines Kurkölner Erbhofmeisters verliehen.

#### Erwerb der halben Grafschaft Limburg, von Hackenbroich und Bedburg
Im Jahr 1435 erhielt er zusammen mit seiner Frau Gräfin Margarethe von deren Vater Wilhelm I. von Limburg-Broich die Hälfte der Herrschaft Bedburg, die er bereits vorher mit verwaltet hatte, Ein Streit mit dem Schwiegervater um die Ansprüche aus dem Heiratsvertrag wurde 1437 mit einem Burgfrieden für Schloss Bedburg beigelegt. 1442 erhielten Gumprecht II. von Neuenahr und seine Frau die Grafschaft Limburg. Nach dem Tod des Schwiegervaters im Februar 1459 erbten sie Hackenbroich und den Rest von Bedburg. Schon kurz vor dem Tod Wilhelms I. von Limburg leistete Ebert von Dael dem Grafen Gumprecht II. von Neuenahr und Limburg den Huldigungseid für den Hof Rumenoil im Kirchspiel Dahl.
Aber auch die drei Enkel des Grafen Wilhelm I., Dietrich VI., Wilhelm II. und Heinrich von Limburg-Broich, erhoben Anspruch auf die Grafschaft Limburg, worauf es am 25. Juni 1459 auch zu deren Belehnung durch Herzog Gerhard von Jülich-Berg kam. Da Gumprecht diese jedoch nicht anerkannte, kam es zur gewaltsamen Belagerung und Eroberung des Schlosses Hohenlimburg durch Truppen der drei Brüder. Weitere kriegerische Auseinandersetzungen konnten erst durch einen Schiedsspruch, an dem der Kölner Erzbischof Dietrich II. von Moers mitgewirkt hatte, im Jahr 1460 beigelegt werden. Er bestimmte, dass die Grafschaft künftig als Kondominium von allen Beteiligten regiert und Burgfrieden geschlossen werden sollte.
1435 überließ Katharina von der Dyck († 1443), Frau von Alpen, Wilhelm I. von Limburg-Broich und seiner Frau Mechthild von Reifferscheid († 1437) sowie Gumprecht II. von Neuenahr und seiner Frau Junggräfin Margarethe von Limburg ihr Recht auf zwei Groschen (Turnosgroschen) vom Rheinzoll zu Kaiserswerth gegen eine Leibrente von 500 Gulden. Sie war Witwe des Großonkels Gerhard (Gerit), Herr zu Alpen († 1401), des Gumprecht II., und ihre Schwester Richardis von Dyck († um 1380), verheiratet mit Heinrich von Reifferscheid († 1376), war die Großmutter der Mechthild von Reifferscheid.
1436 gehörte Gumprecht II. von Neuenahr zu den Schlichtern eines Streites zwischen Dietrich II. von Moers und der Stadt Neuss, die den Erzbischof mit Waffengewalt genötigt hatte, den wegen einer Raubfehde verhafteten Johann von Krickenbeck auszuliefern. Auf Vorschlag von Wilhelm I. von Limburg-Broich und Gumprecht II. von Neuenahr bestätigte König Albrecht II. 1439 Johann Gardenweg († nach 1458), der von Kölner Erzbischof Dietrich II. als Herzog von Westfalen eingesetzt worden war, im Amt der Freigrafschaft der freien Stühle der Herrschaft Limburg.

### Königlicher Rat
Gumprecht II. von Neuenahr reiste 1440 nach der Wahl von Friedrich III. (1415–1493) zum römisch-deutschen König nach Wien und wurde königlicher Rat und Beisitzer des Kammergerichts. Friedrich III. verlieh auf seine Bitte hin Junggraf Philipp von Nassau-Beilstein († 1446) einen Turnosen am Zoll zu Lahnstein.

#### Bündnisverhandlungen für Kurköln in London
Gumprecht II. von Neuenahr und Dr. decr. Tilmann Joel (* 1397/98; † 1461) von Linz, Propst des Chorherren-Stifts St. Florin in Koblenz, vermittelten im August 1440 in London für Erzbischof Dietrich II. ein Bündnis mit König Heinrich VI. von England (1421–1471) gegen Frankreich und das Herzogtum Burgund. Auf englischer Seite waren Councillor John Tiptoft, 1. Baron Tiptoft († 1443) of Powis, der Archidiakon der Diözese Salisbury in Dorset John Stopindon († um 1447), Adam Moleyns (später Bischof von Chichester; † 1450), John Storthwait († um 1454), Chancellor (Dompropst) der Kathedrale von Wells, und der Diplomat und päpstliche Protonotar William Swan († nach 1442) an den Verhandlungen beteiligt. Auch mit John Stafford, dem Bischof von Bath und Wells und späteren Erzbischof von Canterbury, trafen Gumprecht II. von Neuenahr und Tilmann von Linz zusammen. Dietrich II. von Moers erhielt eine Pension von 600 Mark (= 400 Pfund Sterling).

#### Königlicher Kommissar im Streit der Ailheyd, Witwe des Johann Pott, gegen Engelbrecht von Harpen
In einem seit etwa 1435 schwelenden Streit des Kölner Kaufmanns Johann Pott († 1441), später seiner Witwe Ailheyd, gegen Engelbrecht von Harpen um die Auszahlung von 119 Pfund Groschen Flämisch waren 1436/37 der westfälische Freistuhl zu Lüdenscheid und später auch das Konzil von Basel angerufen worden. König Friedrich III. bestellte Gumprecht II. von Neuenahr am 10. Januar 1441 zu seinem Kommissar, der vor Ort in Köln und Bedburg Verhöre durchführte und Beweise erheben sollte. Im Spätsommer 1442 widerrief der König die Kommission, zog den Fall an sich und lud die Beteiligten vor das königliche Kammergericht. Am 28. September 1442 verwies Friedrich III. die „verworrenen Händel“ zur Weiterverhandlung an das königliche und des Reiches Freigericht zu Dortmund.

#### Königlicher Hofrichter
Am 29. Juli 1441 wurde Gumprecht II. von Neuenahr in Wiener Neustadt wegen seiner „vernufft und redlickeit auch stete getrewe dinst, die er uns und dem heiligen Rich vnuerdrossenlich getan hat“ mit einem Gehalt von 1000 Gulden zum königlichen Hofrichter bestellt. Seine Bestallung ist wahrscheinlich auf den Einfluss des Trierer Erzbischofs und neuen Reichskanzlers Jakob I. von Sierck († 1456) zurückzuführen. Das Amt des Hofrichters wurde zuvor von Heinrich I. von Plauen, Burggraf zu Meißen, versehen.
In einer der ersten Sitzungen des Gerichtes unter dem Vorsitz des Grafen Gumprecht II. von Neuenahr in Wien wurde die Stadt Wasserburg von einer Ladung des Freigrafen Heinrich von Lünen (Lynne) vor den westfälischen Freistuhl in Waltrop (Waltdorff) losgesprochen. Dem Hofgericht gehörten Wilhelm von Grünenberg († 1452), Ritter Sigmund Schlandersberg (Lanndesperger), Professor Konrad Ruhing († nach 1455) aus Freiburg im Breisgau, Jakob (Ruysch genannt Joel) von Linz († 1449/50), Hans von Bußnang (Bosnang), Hans von Ems, Jörg von Fraunhofen († nach 1452) und Meinhart Florianer († nach 1449) zu Marklkofen an. Wenige Tage später urteilte das Gericht im Streit von Hans Motlin (Mötteli) († nach 1453) aus Ravensburg, Sohn von Rudolph Mottlin, gegen den Konstanzer Bischof Heinrich IV. von Hewen, dem das Recht auf Pfandlöse von Schloss und Stadt Arbon zugesprochen wurde. Im Oktober 1441 hielt sich Gumprecht zu Vorbereitung eines Königlichen Tags, den Friedrich III. für den 11. November ausgeschrieben hatte, in Frankfurt am Main auf; bei Verhinderung des Königs – die tatsächlich bald eintrat – sollte er nach Wiener Neustadt zurückkehren. In einem Prozess des Kölner Bürgers Wilhelm vom Krebs (Kreiftz; Crevet) wegen einer Schuldforderung gegen den Nürnberger Bankier Heinz Imhoff († 1450), für den sich viele Nürnberger Patrizier verwandten, schrieb der Hofrichter „Graf Gumprecht von Nuwenaire“ im Dezember 1441 in Sachen des Freigrafen zu Brünninghausen in der Krumengrafschaft Dietrich Pflüger (Diderich Plog; Plöger; Phluger) an die Stadt Dortmund, nachdem der Nürnberger Rat eine weitere Beteiligung an dem Verfahren vor dem Freistuhl abgelehnt hatte.
Im Mai 1442 reiste Gumprecht II. im Gefolge des Königs über Nürnberg, Frankfurt am Main, Mainz und Bonn zur Krönung nach Aachen. In Nürnberg besaß Friedrichs III. am 4. Mai selbst das Oberste Hofgericht und übergab anschließend noch am selben Tag den Stab und das Hofgericht dem Gumprechten Grafen zu Newenare. Auf dem Reichstag im Sommer 1442 in Frankfurt am Main wurde Gumprecht II. von Neuenahr mit der Grafschaft Limburg belehnt, die seine Schwiegereltern ihm und seiner Frau Margarethe von Limburg-Broich bereits im März überschrieben hatten. König Friedrich III. sicherte 1442 ausdrücklich des „edeln graf Gumprechts von Newnar erbvogt der heiligen kirchen zu Collen und herr zu Alphen“ Privileg, dass „der gedachte Graf Gumprecht, sein Sohn Friedrich und ihre Leibeserben sich Ehren, Würdigkeit und Freyheit, deren ihre Vordern, Grafen zu Neunar, sich gebraucht haben, auch gebrauchen, und sich Grafen von und zu Neunar nennen und schreiben mögen“, obwohl die Familie ihre Stammburg Neuenahr und ihre Stammlande der Grafschaft Neuenahr längst verloren hatte. Der wieder gewonnene Grafentitel gründet sich streng genommen jetzt auf den Besitz der neu gewonnenen Grafschaft Limburg. Friedrichs III. bestätigte auch den Anteil Gumprechts II. und seiner Erben am Zoll zu Kaiserswerth und gewährte ihm Freiheit von allen fremden Gerichten. Das bereits den Vorfahren Gumprechts II. zustehende Privileg der Kölner Erbvögte, das Pferd zu behalten, auf dem der König in die Stadt einreitet, wurde von Friedrich III. bestätigt. Er erlaubte ihm auch, die Münze von Alpen und – in Erneuerung eines Privilegs von 1252 – die Wochenmärkte in der Grafschaft Limburg an andere Orte zu verlegen.
Gumprecht II. von Neuenahr bestätigte im Juli 1442 als Hofrichter die Entscheidung des Reichsgerichtes, nach der Reichserbkämmerer Konrad IX. von Weinsberg († 1448) die Herrschaften Falkenstein, Münzenberg und Königstein erhielt. Das Hofgericht urteilte unter Gumprechts II. Vorsitz über die Brauneckschen Lehen der Stadt Nürnberg. In einer vor dem Landgericht zu Würzburg anhängigen Streitsache des Johann von Wenkheim zu Willanzheim gegen die Stadt Schweinfurt entschied das Hofgericht, dass die Angelegenheit zunächst vor dem bereits angerufenen Königlichen Kammergericht abgeschlossen werden sollte, ehe das Hofgericht sich damit befasse. 1443 ersuchte der königliche Hofrichter Gumprecht II. von Neuenahr den Rat der Stadt Lübeck, dem Hofgericht besiegelte Aussagen (Kundschaften) einiger Lübecker Bürger zu übermitteln. Verschiedene Königsurkunden Friedrichs III. versah Gumprechts II. von Neuenahr als Hofrichter mit einem „Vidimus“. Anfang 1443 verhandelte der Hofrichter Graf Gumprecht II. von Neuenahr im Auftrag des Königs wegen der früher in Köln wohnenden Judenschaft, die im Oktober 1424 aus der Stadt ausgewiesen worden war. Friedrich III. hatte 1442 von allen Juden im Reich die nach alter Gewohnheit fällige „Krönungssteuer“ erhalten und daraufhin ihre Freiheiten in verschiedenen Städten bestätigt.
Nachfolger Gumprechts II. von Neuenahr wurde Michael von Hardegg (* um 1415/20; † 1483), Burggraf von Magdeburg (Maydburg), der von 1443 an als königlicher Hofrichter belegt ist.
Im Mai 1443 belehnte Gumprecht II. von Neuenahr den geldrischen Erbmarschall Hermann von Budberg, Sanders (Alexanders) Sohn, mit dem Hof Lüttingen bei Xanten.

### Diplomatische Missionen für den Kölner Erzbischof Dietrich II. und König Friedrich III.

#### Reisen nach Brügge und Zürich
Im September 1443 sandte der Kölner Erzbischof Dietrich II. von Moers Gumprecht II. von Neuenahr und Tilmann von Linz zu Herzog Philipp III. „dem Guten“ an den burgundischen Hof nach Brügge, um zwischen diesem, König Friedrich III. und Elisabeth von Görlitz (1390–1451), Herzogin von Bayern-Straubing und Gräfin von Holland, zu vermitteln. Auch klevische Räte waren in Brügge anwesend. Die Abgesandten erhielten eine abschlägige Antwort Philipps, über die sie Friedrich III. anschließend in Zürich persönlich unterrichteten.
Im März 1444 scheiterte die Auslösung der an Kleve verpfändeten Städte Aspel und Rees sowie der Hälfte von Bockum und Xanten, obwohl Gumprecht II. von Neuenahr als Beauftragter des Erzbischofs zur Übergabe des Lösegelds in Rheinberg bereitstand. Im August war Gumprecht II. von Neuenahr unter den Zeugen der Bündnisvereinbarung (erneuerter Erbverbund) zwischen dem Erzstift Köln und dem Hochstift Münster im Vorfeld der Soester Fehde und besiegelte den Vertrag mit.
König Friedrich III. beauftragt Gumprecht von Neuenahr, Erbvogt zu Köln, 1444 mit der Untersuchung eines Rechtsstreits in der Grafschaft Cambrai zwischen Florence de Gavre (van Gavere), Witwe des Jean „de Sue et de Canroy“, und Jeans Halbbruder (germanus) Amatus (Aimé; Aymon).

#### Soester Fehde
Am 16. Januar 1446 nahm „Gomprecht greve te Nuwenaer erfvoeght van Coelen ende her tot Alpen“ an einer von Kaiser Ludwig IV. von Bayern veranstalteten Tagfahrt zu Moers und am 6. Oktober 1446 an der Tagfahrt zu Maaseik zur Beilegung des Konfliktes zwischen Kleve und Kurköln teil. Gumprecht II. von Neuenahr war während der kriegerischen Auseinandersetzungen auch bei weiteren Treffen in Brüssel und Uerdingen. 1447 wurde in dem Konflikt um Soest unter Mitwirkung von Gumprecht II. von Neuenahr in Löwen ein Waffenstillstand vereinbart.
Im Juni 1447 schickte Erzbischof Dietrich II. seine Räte Gumprecht II. von Neuenahr und Tilmann von Linz von Dringenberg aus nach Frankfurt am Main, „umb gelt und schiffe zu lihen“. Im August des Jahres verwandten sich Gumprecht II. von Neuenahr, „Erffayt zu Köln und Alphem“, Domdechant Gottfried von Sayn-Wittgenstein († 1461) und andere Räte des Erzstiftes Köln beim Hochmeister Konrad von Erlichshausen († 1449) des Deutschen Ordens für die Freilassung des Heytgyn (Heugin) van Mile († nach 1463) und baten um die Wiedereinsetzung in sein Ordensamt. 1448 erließ Erbvogt Gumprecht von Neuenahr eine Gerichtsordnung für die auswärtigen Gerichte.

#### Kölner Schöffenstreit
Im sogenannten „Kölner Schöffenstreit“ sandte Dietrich II. von Moers Anfang 1449 Gumprecht II. von Neuenahr erfolgreich zu König Friedrich III. nach Wiener Neustadt, um in seiner Auseinandersetzung mit dem ehemaligen Schöffen Johann Canus und anderen eine Bestätigung der erzbischöflichen Privilegien zu erreichen. Für sein Seelenheil, das seiner Gemahlin Margarete von Limburg und ihrer beider Eltern und Kinder stiftete Gumprecht II. 1449 eine Erbmesse im Kloster Welchenberg bei Grevenbroich.
Am 17. November 1449 wurde „nobilis dominus Gumpertus comes de Nuwenar etatis triginta quatuor annorum et ultra (= im Alter von mehr als 34 Jahren)“ – die Altersangabe (* um 1415) kann u. a. angesichts der Eheschließung 1425 nicht stimmten – als Zeuge des Kölner Erzbischofs von Johannes von Vorst († 1452), Abt von St. Pantaleon, über die Ereignisse der Soester Fehde verhört; dies geschah im Zusammenhang der Vermittlungsversuche zwischen Kurköln und Kleve von Kardinallegat Juan Carvajal und Nikolaus von Kues.
Im Dezember 1449 nahmen Gumprecht II. von Neuenahr und Lutter Quadt († nach 1460), Herr zu Tomberg und Landskron, im Minoritenkloster zu Andernach an einer Unterredung zwischen den Erzbischöfen Jakob I. von Sierck von Kurtrier, Dietrich II. von Moers von Kurköln und Graf Heinrich III. von Nassau-Beilstein († 1477) teil, weil Johann III. von Nassau-Saarbrücken (1423–1472) dem Trierer Erzbischof den Dienst aufgekündigt hatte.

#### Erbvertrag zwischen Jülich-Berg und Kurköln
Zur Bestätigung des – später einvernehmlich annullierten – Kauf- bzw. Schenkungsvertrags vom 12. März für Berg, Ravensberg, Blankenberg, und Sinzig-Remagen an Erzbischof Dietrich II. von Moers leistete der damals noch kinderlose Herzog Gerhard von Jülich-Berg († 1475) am 15. März 1451 in Düsseldorf den Eid in die Hand des Kölner Erbvogtes Gumprecht von Neuenahr, nachdem Propst Tilmann von Linz den Vertragstext verlesen und übersetzt hatte. Am 17. März nahm Gumprecht in Ratingen den durch den Angermunder Amtmann Adolf Quaede vertretenen Untertanen den Treueid ab, am 18. März war er unter den Zeugen der Verlesung des Erbvertrages zwischen Jülich-Berg und Kurköln und der Eventual-Erbhuldigung für Erzbischof Dietrich II. in Wipperfürth. Im Auftrag König Friedrichs III. nahm Gumprecht II. von Neuenahr 1451 in Koblenz den Lehnseid von Lutter Quadt für das zuvor von dessen Schwager Johann von Saffenberg († 1450) innegehabte Reichslehen Landskron mit Königsfeld entgegen. Im Oktober 1451 bestätigte er als Lehnherr in der Kapelle zu Harff den Verkauf des Hofes Morken durch Reinhard Scheiffart von Merode († 1457) und seine Frau Margareta von Hamal († 1484), Herrin von Bornheim, an Ritter Godert (Gotthard) I. von Harff († 1468), geldrischen Erbkämmerer, und seine Frau Henrica (Henrietta) van Broekhuizen (Broichhausen).

#### Krönungsfahrt Kaiser Friedrichs III. nach Rom
Von etwa November 1451 bis Juni 1452 nahm Gumprecht II. von Neuenahr als Rat und Gesandter des Kölner Erzbischofs Dietrich II. von Moers zusammen mit dem Kurkölner Kanzler Engelbert von Daun (* um 1415; † 1468) an der Krönungsfahrt Kaiser Friedrichs III. nach Rom teil. Die Krönung wurde am 19. März 1452 durch Papst Nikolaus V. vollzogen. Drei Tage zuvor fand die Trauung des Kaisers mit Eleonore Helena von Portugal statt.
1452 siedelte Gumprecht II. von Neuenahr an der Kapelle in Frauweiler drei Franziskanerinnen aus Sonsbeck an.

#### Fehde des Elbert von Alpen-Hönnepel
Der Knappe Elbert von Alpen-Hönnepel († 1455), Rat des Herzogs Gerhard von Jülich-Berg, Sohn des Ritters Johann von Alpen († 1418), hatte seit etwa 1433 vor dem Kölner Erzbischof Ansprüche auf Burg und Herrschaft Alpen geltend gemacht und Gumprecht II. von Neuenahr 1441 die Lösung einer angeblichen Pfandschaft angeboten. 1446 stritt er mit ihm um den Pfarrsatz in Birten. Elbert von Alpen-Hönnepel überfiel Alpen am 10. Juni 1452 mit etwa 70 Helfern aus Kleve, Winnenthal, dem Venn, Sonsbeck, Xanten, Uedem, Kalkar, Alpen und dem Land Geldern und sagte dem Grafen am 7. Juni 1453 sowie seinem Schwiegervater Wilhelm I. von Limburg-Broich am 12. August 1454 die Fehde an, verstarb jedoch kurz darauf. 1482 übertrug sein Neffe und Erbe, der klevische Landdrost Ritter Johann II. von Alpen-Hönnepel (1402–1491), die Ansprüche auf seinen ältesten Enkel Dietrich von Bronckhorst-Batenburg († 1508), der erfolglos versuchte, sie gegen Gumprecht I. (III., V.) von Neuenahr-Alpen (1465–1504) – einen Enkel Gumprechts II. von Neuenahr – durchzusetzen.

#### Konflikt mit der Stadt Köln wegen Bierexport
Ab 1454 führt Gumprecht II. als Grundherr von Riehl eine Auseinandersetzung mit dem Kölner Rat, der den Import von Bier aus einer dort neu gegründeten Brauerei unterbinden wollte und ihn bat, die „nuwicheit … mit den bruweren ind bierhuisen“ in Riehl abzustellen. 1460 beschwerte er sich in dieser Angelegenheit in einem Schreiben aus Bonn über erneute Übergriffe gegen seine Untertanen und forderte die Einrichtung einer Vermittlungskommission, sobald er von einer Reise nach Trier zurückgekehrt sei. Später klagte der Graf von Neuenahr wegen Riehl, das kaiserliches Lehen sei, am Wiener Hof.
Am 10. März 1455 führte Gumprecht II. von Neuenahr im Auftrag des kaiserlichen Kommissars Erzbischof Dietrich von Köln eine Schlichtungs-Verhandlung in einem Streit um Erbansprüche zwischen dem Trierer Erzbischof Jakob I. von Sierck und seinem Bruder Dompropst Philipp von Sierck (1406–1492) einerseits, Gerhard von Rodemachern (* um 1420; † 1486) andererseits durch. In einem im Streit zwischen der Stadt Reval und Engelbrecht Strues wurde Gumprecht II. von Nuwenar, Erbvogt zu Köln, von Erzbischof Dietrich von Köln, der seinerseits in Kommission für Kaiser Friedrich III. handelte, als Richter (Oberschiedsrichter) eingesetzt. 1457 verhandelte Gumprecht II. von Neuenahr mit dem Deutschordensbruder Graf Hans von Gleichen († 1474) wegen eines Vorschlages des Herzogs Philipp III. von Burgund; wahrscheinlich ging es um eine finanzielle Unterstützung des Ordensstaates.
Gumprecht II. von Neuenahr hatte eine Kurkölner Verschreibung von 300 Gulden auf den Zoll zu Bonn von seinem Vater Gumprecht I. von Neuenahr geerbt. 1457 verpflichtete sich Graf Ruprecht VI. von Virneburg und Neuenahr-Saffenberg († 1459) gegenüber Erzbischof Dietrich II. von Moers als Gläubiger einer Umschuldungstransaktion zur künftigen Übernahme der jährlichen Auszahlung dieser Summe.

#### Vest Recklinghausen
1458 versuchten Gumprecht II. von Neuenahr und Tilmann von Linz, Henrich IV. von Gemen (* 1417/20; † 1492), Sohn des Johann (II.) III. von Gemen (* 1391/1401; † um 1458), dazu zu bewegen, der Einlösung des 1446 verpfändeten kurkölnischen Amtes und Vestes Recklinghausen durch Erzbischof Dietrich II. unter gleichzeitiger Anerkennung von Übergriffen von Gemen in der Vergangenheit zuzustimmen. Die Edelherren von Gemen behaupteten den Pfandbesitz des Vestes Recklinghausen jedoch noch bis 1476.

#### Verteidigung der Femegerichte
Der Gerichtsschreiber am Nürnberger Stadtgericht Daniel Ulmer († um 1475), ein Großvater Lazarus Spenglers, wurde 1460 von Hans Tucher nach Köln gesandt, um die Freilassung der Kaufleute Helchner und Reutheimer zu erwirken, die aufgrund der Anordnung eines der „heimlichen Gerichte“ Westfalens als säumige Schuldner im Gefängnis saßen. Ulmer, der in einer Audienz bei Erzbischof Dietrich II. das freie Geleit für den Handel auf dem Rheinstrom einforderte und auf den Frankfurter Reichstagsabschied Kaiser Friedrichs III. 1442 gegen die Femegerichte verwies, gibt in seinem Bericht eine lange Rede wieder, in der Gumprecht II. von Neuenahr die Rechte und das Herkommen der westfälischen Femegerichte verteidigte.

### Eintritt in den geistlichen Stand und Erbteilung
Nach dem Tod seiner Ehefrau Margaretha vom Limburg stiftete Gumprecht II. 1459 entsprechend ihrem Testament eine Erbmemorie im Kloster Mariengarten aus Klostergütern, die beide von der Abtei Kamp in der Herrschaft Bedburg zu Lehen trugen. Eine von ihm dem Kloster geschenkte kostbare Kasel trägt beider Namen und Wappen. In Trier nahm Gumprecht II. von Neuenahr im Mai 1460 mit seinem Sohn Friedrich am Huldigungstag des Kurtrierer Elekten und späteren Erzbischofs Johann II. von Baden (1434–1503) teil.
Gumprecht II. von Neuenahr (Nuwenair) erwirkte 1460/61 einen päpstlichen Dispens, den er als ehemaliger Soldat und Kriegsteilnehmer vor einer kirchlichen Weihe benötigte, um in den geistlichen Stand (militia clericalis) eintreten zu können. Er wurde Mitglied des Kölner Domkapitels. Seine Grafschaft teilte er um 1461 zwischen seinen Söhnen Friedrich und Wilhelm I. auf, wobei zumindest Wilhelm I. noch längere Zeit minderjährig blieb. Als Kölner Erbvogt amtierte Gumprecht II. von Neuenahr weiterhin selbst. Auch die neuenahrischen Ansprüche im Kondominium der Grafschaft Limburg nahm er bis zu seinem Tod selbst wahr.

#### Unter Erzbischof Ruprecht von der Pfalz
Der Kölner Erzbischof Ruprecht von der Pfalz (1427–1480; reg. 1463) bestätigte Gumprecht II. von Neuenahr 1464, dass ihm der Besitz von zwei Turnosen am Zoll zu Kaiserwerth zustand. 1466 nahm Gumprecht II. am Einzug des jungen Bischofs von Münster Heinrich III. von Schwarzburg (1440–1496, reg. 1466–1496) in die Stadt Münster teil. Nach der 1467 in Nürnberg verabschiedeten Reichsmatrikel war der Graf von Neuenahr verpflichtet, einen Reiter und zwei Fußsoldaten für das 20.000 Mann starke Reichskontingent in den Türkenkriegen zu stellen.
1468 schloss die Stadt Köln eine Vereinbarung mit Erbvogt Gumprecht II. von Neuenahr wegen der Eingriffe in seine Gerichtsbarkeit, besonders in Riehl, über seine Aufnahme als Edelbürger und die Auszahlung einer Rente.

#### Fehde mit Ruprecht und Friedrich I. von der Pfalz
Erzbischof Ruprecht und Graf Vinzenz von Moers-Saarwerden schlossen 1469 in Poppelsdorf ein Bündnis gegen die Grafen Gumprecht II. und Wilhelm I. von Neuenahr, Friedrich IV. von Wied-Runkel, Eberhard von Sayn-Wittgenstein (1425–1494), Johann VII. von Salm-Reifferscheid († 1479), Heinrich von Bronckhorst-Batenberg (* um 1430; † 1496) zu Gronsfeld und Rimburg, Dietrich von Bourscheid (* um 1440; † vor 1529) zu Veynau, Erbhofmeister des Landes Jülich, Erbmarschall Bertram von Nesselrode (* um 1435; † 1510) und Gerlach III. von Breidbach († um 1473). Auch Adolf von Egmond, Herzog von Geldern, schloss sich der Fehde gegen Gumprecht II. von Neuenahr an. Ruprecht wollte bestimmte von Kurköln verpfändete Güter wieder in Besitz nehmen, um – teilweise von seinem Vorgänger übernommene – Schulden des Erzstifts abtragen zu können, Vinzenz von Moers-Saarwerden sollte Gumprecht II. von Neuenahr als Erbvogt ablösen. Der Bruder des Erzbischofs, Friedrich I. „der Siegreiche“ von der Pfalz (1425–1476), eroberte anschließend auf einem Kriegszug an den Niederrhein 1469 unter anderem auch die neuenahrischen Schlösser Bedburg und Hackenbroich und sicherte sich den Pfandbesitz auf Zoll und Schloss Kaiserswerth. 1470 wurde die Fehde beigelegt. Michael Beheim dichtete in seiner Pfälzischen Reimchronik, die um 1471/74 in Heidelberg entstanden ist:
Ayner hiess der von Newenar

der dem stifft wyderwertig war,

dem thett der pfaltzgraff auch heim such

vnd zerstören im Hackenbruch,

auch die burg Bettenberge,

zwey sloss vest sunder erge.

#### Kölner Stiftsfehde
Im Vorfeld der Belagerung von Neuss verwandten sich die Domherren Graf Gumprecht II. von Neuenahr und Stephan von Pfalz-Simmern bei Rhein, Herzog in Bayern (1421–1485) um 1472 vergeblich für die erzbischöflichen Abgesandten Wessel von Düren, Friedrich Schouff (Scap) und Erhard Bock (Buck), die von den Neussern gefangen genommen worden waren und schließlich hingerichtet wurden.
In einem Prozess des Kölner Bürgers Jakob von Bergheim gegen Paul Rode († vor 1500) um Scheltworte wurde die Klage zunächst von Friedrich III. dem Hochgericht der Stadt Köln entzogen und Gumprecht II. von Neuenahr als kaiserlichem Kommissar übertragen, der Kaiser entzog diesem aber die Kommission im Oktober 1475 wieder und übertrug sie Bürgermeistern und Rat der Stadt Köln, weil sich Gumprecht im vergangenen Krieg gegen Herzog Karl von Burgund (1433–1477) als Feind des Reiches betätigt und im Prozess noch nichts unternommen habe. 1475 schrieb Kaiser Friedrich III. eine Mahnung an Herzog Karl von Burgund, weil dieser sich in der Kölner Stiftsfehde widerrechtlich zum Erbvogt der Kirche von Köln aufgeschwungen hatte.
Auf Vermittlung von Herzog Wilhelm von Jülich-Berg hielten 1477 während der Kölner Stiftsfehde Domküster Graf Stephan von Pfalz-Simmern, Domkeppler Graf Moritz von Spiegelberg (1406/07-1483) und Erbvogt Gumprecht II. von Neuenahr – alle drei Mitglieder des Kölner Domkapitels – sowie Johann von Aldenbrüggen genannt Velbrück († nach 1481) und Karl von Metternich-Zievel († 1496) als Vertreter der Landschaft auf der einen Seite, Ritter Johann von Merode-Frankenberg und der jülich-bergische Kanzler Dietrich Lunynck († 1494) auf der anderen Seite einen Schlichtungstag in Bergheim ab. Erbbischof Ruprecht von der Pfalz erklärte sich dabei erstmals zum Rücktritt (unter Belassung des Titels) und zur Übergabe des Erzstiftes an den Administrator Landgraf Hermann von Hessen bereit. Der gleiche Kreis regelte auch den Ausgleich von Ansprüchen der Anhänger und Gläubiger (Bedienstete, Waffenlieferanten, Handwerker etc.) des bisherigen Erzbischofs und des Landgrafen. Zugleich wurde ein Streit beigelegt zwischen Graf Philipp II. von Virneburg und Neuenahr-Saffenberg († 1522/25) und Ritter Wilhelm von Braunsberg-Wied († 1526) einerseits sowie Ritter Nikolaus von Drachenfels-Olbrück († nach 1485) und Gerhard Quadt-Landskron († um 1508) um eine Pfändung von Wein in Hatzenport an der Mosel.
Dem Grafen Gumprecht II. von Neuenahr, der sich während der kriegerischen Ereignisse außerhalb Kölns gehalten hatte, um seine Eigengüter zu retten, wurde von der Stadt nach dem Neusser Krieg der Besitz seiner Bürger- und Mannlehen wieder eingeräumt. Er erklärte sich aber 1477 mit dem notwendigen Abbruch von Klöstern, Dörfern, Äckern und Weingütern auch in seiner Vogtei (Riehl, Mechtern, Melaten) einverstanden. 1479/80 wurde Ruprecht von der Pfalz als Erzbischof endgültig durch Hermann IV. von Hessen abgelöst.

#### Letzte Jahre unter Erzbischof Hermann IV. von Hessen
1481 belehnte Gumprecht II. von Neuenahr als Kölner Erbvogt Godert Schall von Bell mit einem bereits von dessen Schwiegervater Hermann von Mauenheim besessenen Teil des Marktzolls. Als Subdelegierter eines kaiserlichen Kommissars berichtete Gumprecht II. von Neuenahr Kaiser Friedrich III. über die Kölner Unruhen von 1481/82, wobei er den als Rädelsführer beschuldigten Peter Hertel aus Heidelberg entlastete.
1482 stiftete Gumprecht II. für sich, seine verstorbene Frau Margaretha von Limburg, seine Eltern und Verwandten eine Memorie im Kölner Dom aus Erträgen seiner Besitzungen in Rösberg. Dem Kloster Marienforst widmete er eine Rente aus der Kellnerei zu Lechenich, die von seinen Eltern ursprünglich dem inzwischen verlassenen Kloster Frauenthal gestiftet worden war. Auch das sog. „Honnefer Kreuzigungstuch“, auf dem die Wappen von 16 Ahnen seines verstorbenen Sohnes Johann von Neuenahr abgebildet wurden, wurde von ihm gestiftet.
Zwei Wochen vor seinem Tod stiftete Gumprecht II. von Neuenahr eine Wochenmesse in der Kapelle von Frauweiler und am selben Tag für sich, seine verstorbene Frau Margaretha von Limburg, seine Eltern und Verwandten dem Kloster St. Cäcilien eine Memorie aus Erträgen seiner Besitzungen in Rösberg, die jährlich am Todestag seiner Tochter Margaretha gehalten werden sollte. Eine viermal jährlich zu begehende Erbmemorie für seine Familie hatte er bereits früher errichtet und nach dem Tod seiner Tochter Margarethe bestätigt. Gumprecht II. von Neuenahr starb in seinem Kölner Haus auf dem Berlich, dem „Neuenahrer Hof“, der als ehemaliger „Hof zur bunten Feder“ bzw. „Hof Schönforst“ aus dem Erbe der Katharina von Dyck stammte. Gumprecht II. von Neuenahr und Margaretha von Limburg wurden in der Familiengruft in der Kirche des Zisterzienserinnen-Klosters zum Mariengarten St. Maria ad Ortum (1805 niedergelegt) in Köln beigesetzt. Ihre Grabinschrift ist 1645 bei Aegidius Gelenius und in der Sammlung Alfter überliefert.

## Ehe und Nachkommen
Gumprecht heiratete am 5. Mai 1425 Margarethe Gräfin von Limburg († um 1459), Herrin zu Bedburg und Hackenbroich, Tochter von Graf Wilhelm I. von Limburg-Broich und Mechthild von Reifferscheidt. Sie hatten 7 Söhne und 6 Töchter, darunter folgende Nachkommen:
1. Jakobe (* 1426; † 23. Februar 1492), als Witwe 1476–1479 Äbtissin (Gegenäbtissin) von Stift Herford,
⚭ 24. Juni 1450 mit Konrad V. von Rietberg († 31. Oktober 1472), das Grabmal der beiden befand sich in der Zisterzienserabtei Marienfeld
2. Elisabeth († 1484, vor dem 9. März),
⚭ Friedrich I. von Sombreffe (* 1421; † 1485)
3. Margarethe († 10. Juni 1478), Stiftsdame zunächst im Kloster Weiher, nach dessen Abbruch 1474 in St. Cäcilien in Köln[175]
4. Friedrich (* um 1439; † 22. Juni 1468 gefallen bei Wachtendonk), Herr von Alpen,
⚭ 29. September 1461 mit Eva von Linnep (* vor 1451; † 1483), Herrin von Helpenstein
5. Johann (* um 1444;[176] † 1466), ebenfalls ein ehelicher Sohn,[177] Stiftsherr von St. Gereon in Köln,[178] 1453 Studium in Köln, 1455 Domherr in Köln, Prior in Bonn und Propst von Aachen, vermittelte im Sommer 1466 an der Universität Basel bei einem Konflikt zwischen Scholaren und Doktoren der juristischen Fakultät über die Modalitäten der Wahl des Rektors,[179] gestorben in Basel und dort in der St. Peterskirche beigesetzt;[180] für ihn wurde das Honnefer Kreuzigungstuch gestiftet,
6. Philippina (* um 1445; † 27. Juni 1494[181]), Herrin von Hackenbroich,
⚭ 1467[182] (mit päpstlichem Dispens wegen Blutsverwandtschaft im 3. Grad) Johann VII. von Salm-Reifferscheidt-Dyck (* um 1440; † 26. Dezember 1479);[183] die Eheschließung wurde 1464 verabredet, als sich Gumprecht II. von Neuenahr und Johann VI. von Salm-Reifferscheid († 1475), Herr zu Dyck und Alfter, Erbmarschall des Erzstifts Köln, in einem Streit um das Erbe des † Johann V. von Reifferscheid-Bedburg-Dyck († 1418) verglichen,[149][184] das Grabmal der Eheleute befand sich in St. Maria ad Ortum
7. Mechthild (Metze) (* um 1445; † 26. Mai 1465), beigesetzt im Kloster Flechtdorf,
⚭ 17. Januar 1464[185] mit Otto IV. von Waldeck (* vor 1438; † 14. Oktober 1495)
8. Wilhelm I. (* um 1447; † 12. Mai 1497), Herr von Bedburg, Rösberg und Limburg,
⚭ 1485 mit Walburga (* 1468; † 1530/35), Tochter von Kuno von Manderscheid und Walburga von Horn
9. Dietrich I. (* um 1452;[186] † 25. Juni 1471), seit 1459 (nominiert) bzw. 1470 Domherr in Köln,[187] gestorben während eines Aufenthalts in Mainz, den er im Auftrag seines Vaters wahrnahm,[188] und im Chor der dortigen Dominikaner-Kirche beigesetzt[189]

Gumprecht II. von Neuenahr ließ 1439 zwei außereheliche Kinder durch König Albrecht II. von Habsburg legitimieren:
1. Gumpert von Newenare (* um 1420/25; † nach 1439)
2. Gottfried von Newenare (* um 1424; † nach 1452), 1437 als „Goedfridus de Niwenar“ immatrikuliert in Köln, 1448 als Lizenziat und Magister „Gaufridus de Nuvenar; de Niwener“, „Gaudefridus Newenar; Nouvenart“ in Paris,[191] vielleicht identisch mit dem 1451 bis 1455/1456 erwähnten Kanoniker Gottfried von Nuwenar des Kollegiatstiftes St. Martin und St. Severus zu Münstermaifeld

Eine Halbschwester Gumprechts II. war Sophie (Fye), eine natürliche Tochter Gumprechts I. von Neuenahr, verheiratet mit Goedart van Esch genannt Blavois (van Essche genannt Blaivoess; Blaufuß). Er entschädigte sie um 1429 für ihren Anteil an einem Hof in Volkhoven.

## Wappen
Gumprechts Siegel, welches er zwischen 1423 und 1460 sowie 1484 nutzt, zeigt ein Wappen:
- Blasonierung: Schild gespalten; vorn (Neuenahr) in Gold ein rechtssehender schwarzer Aar (Adler), hinten (Kölner Erbvogtei) 11-mal von Gold und Rot geteilt.[193]

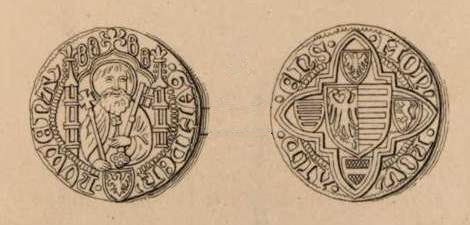
Weißpfennig Gumprecht II. von Neuenahr,
geschlagen zwischen 1420 und 1442

Von ihm ist noch ein weiteres Siegel bekannt, welches er 1461 nutzte und das folgende Wappen zeigt:
- in Gold ein rechtssehender schwarzer Adler.[194]

Gumprecht II. bringt die beiden Wappen auch auf seinen Münzen auf. Des Weiteren sind auf den späteren seiner Prägungen folgende Schilder zu sehen:
- halbgespalten und geteilt. Vorne ein doppeltgeschwänzter Löwe, hinten und unten jeweils ein Adler (1442–1461).[195]
- Gevierter Schild, belegt mit einem Herzschild mit fünf Balken. Im Feld 1 und 4: ein doppeltgeschwänzter Löwe, Feld 2 und 3: ein Doppeladler (1442–1461).[196]
- Gevierter Schild, belegt mit einem Herzschild mit fünf Balken. Im Feld 1 und 4: ein Doppeladler, Feld 2 und 3: ein doppeltgeschwänzter Löwe (1442–1461).[197]

Der doppeltgeschwänzte Löwe ist mit der Verschreibung der Grafschaft Limburg mit „Helm, Schild, Wappen und Titel …“ durch seinen Schwiegervater Wilhem I. und dessen Frau Mechtild von Reifferscheid zu sehen.

## Darstellung in der Kunst
Im Wallraf-Richartz-Museum & Fondation Corboud (Inventar-Nr. WRM 0853) befindet sich der nach 1484 entstandene Familienaltar Maria auf der Mondsichel mit Darstellungen von Heiligen und der Familie des Grafen Gumprecht II. von Neuenahr vom Meister der Heiligen Sippe der Jüngere (* um 1450; † um 1516). Er stammt aus der Klosterkirche St. Maria ad Ortum (Mariengarten) in Köln und befand sich später im Besitz von Friedrich Ludwig Gustav von der Leyen (1854–1935) auf Schloss Bloemersheim. Seit 1928 als Leihgabe im Museum, wurde er 1936 mit der Sammlung Wilhelm Adolf von Carstanjen (1825–1900) erworben.